# VW Passat Lingyu
Beim Volkswagen Passat Lingyu handelt es sich um einen Pkw der Mittelklasse, welcher von 2005 bis 2009 von Shanghai Volkswagen im Hauptwerk Anting, ab 2008 in Nanjing für den Markt der Volksrepublik China produziert wurde.

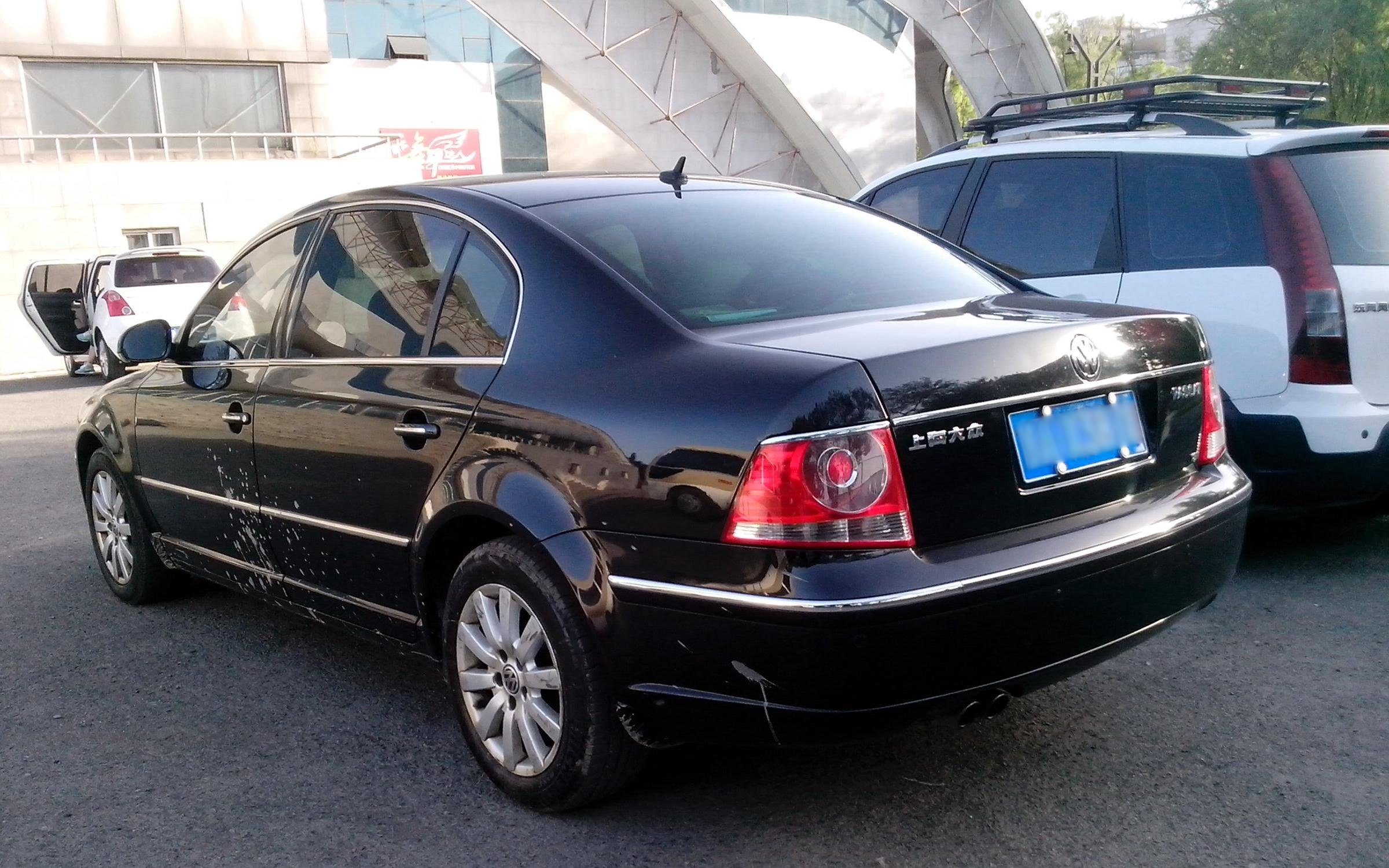
Heck 2005 bis 2008

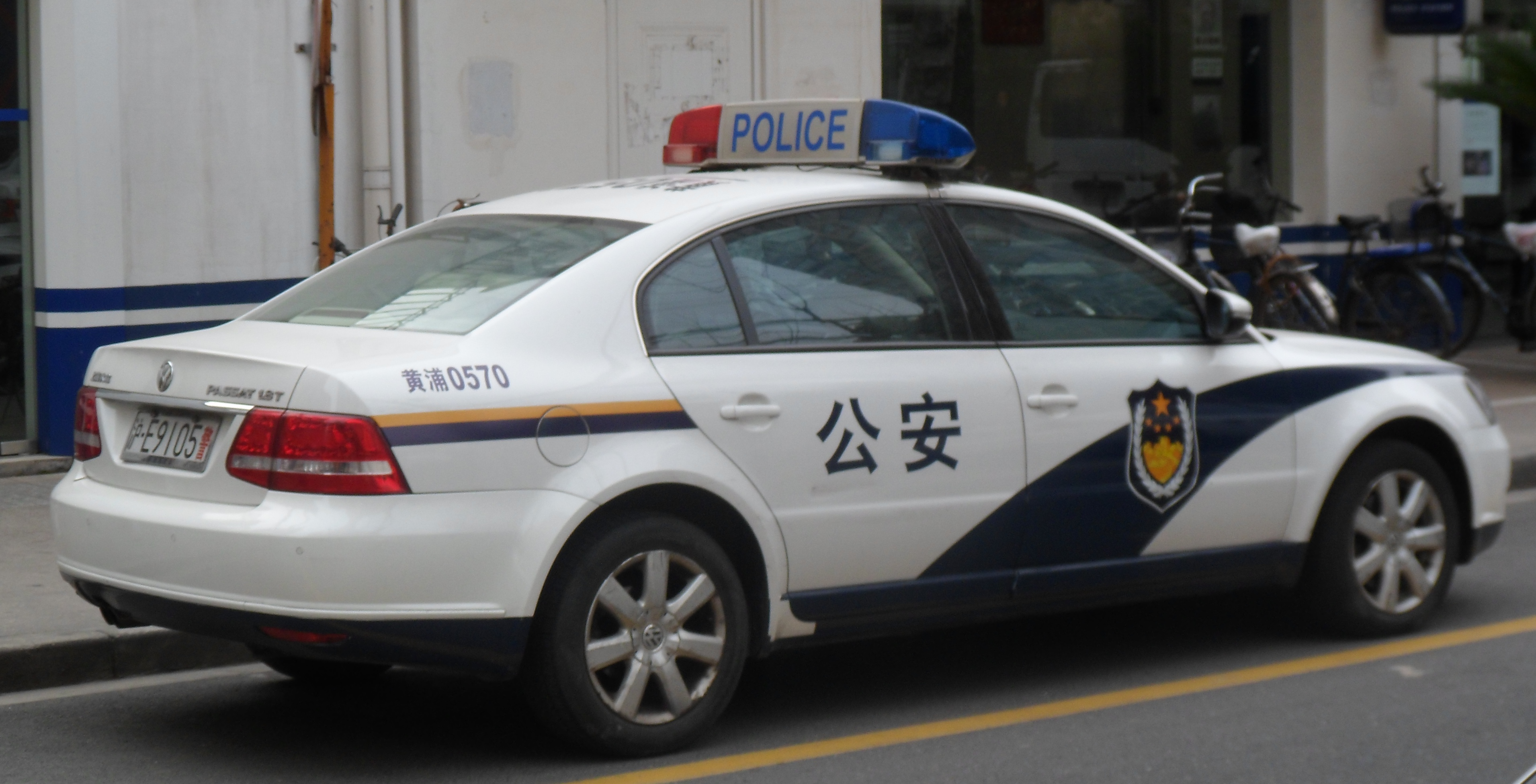
Heck ab 2008

Beim Passat Lingyu handelt es sich um ein Schwestermodell des im selben Werk produzierten Škoda Superb. Das Modell wurde ein Jahr nach dem Škoda-Modell eingeführt und den luxuriösen Bedürfnissen des chinesischen Marktes angepasst. Dabei besticht in erster Linie der verchromte Kühlergrill, wie er aus dem Jetta V bekannt ist. Der Innenraum ist vorwiegend beigefarben gehalten, die Türverkleidungen und das Armaturenbrett hingegen kastanienbraun, um einen harmonischen Übergang zu erhalten. Die Rückleuchten wurden unter Berücksichtigung der Yin-und-Yang-Philosophie gestaltet.
Es gibt die Ausstattungslinien Standard (标准型), Luxus (豪华型), VIP und Flaggschiff (旗舰型).
Der Standard verfügte über einen Reihen-Vierzylinder-Motor mit einem Hubraum von 1984 cm³ und einer Leistung von 85 kW. Die Ausstattungslinien Luxus und VIP verfügten über einen Turbomotor mit einem Hubraum von 1781 cm³ und einer Leistung von 110 kW. Das Flaggschiff war mit einem V6-Motor mit einem Hubraum von 2771 cm³ und einer Leistung von 140 kW ausgestattet.
Im Spätjahr 2008 erhielt der Passat Lingyu neue Rückleuchten.
Nach dem Produktionsende des Superb I wurde das Modell technisch überarbeitet und der Passat Variant als Nachfolger eingeführt.